# Dziurawa Czuba
Dziurawa Czuba, Dziurawa Turnia, Dziurawy Kopiniec (słow. Deravá veža, niem. Löchriger Turm, węg. Lyukas-torony) – szczyt o wysokości ok. 2155 m n.p.m. położony w głównej grani Tatr, w jej fragmencie zwanym Szpiglasową Granią. Wznosi się pomiędzy Niżnimi Szpiglasowymi Wrótkami (ok. 2100 m), oddzielającymi go od Szpiglasowej Turniczki (ok. 2125 m), a płytko wciętymi Głaźnymi Wrótkami (ok. 2090 m), za którymi znajduje się Głaźna Czuba (ok. 2095 m). Wznosi się nad Doliną za Mnichem i Doliną Ciemnosmreczyńską (Temnosmrečinská dolina).
Grań szczytowa Dziurawej Czuby łagodnie opada w stronę Głaźnych Wrótek, stromiej zaś do Niżnich Szpiglasowych Wrótek. Ma ona długość ok. 250 metrów. Do Dolinki za Mnichem opada ściana o wysokości ok. 170 metrów. Po stronie Doliny Ciemnosmreczyńskiej znajduje się natomiast trawiasto-skaliste zbocze przerwane pasem stromych ścianek.
Do 1963 roku szczyt pozostawał bezimienny. Wtedy Bernard Uchmański, współautor (wraz z Urszulą Gorczyńską) kilku dróg wspinaczkowych na ścianie nad Dolinką za Mnichem, nazwał go Dziurawą Turnią. Na wojskowej mapie topograficznej z 1984 roku widnieje nazwa Dziurawy Kopiniec, zaproponowana przez Witolda H. Paryskiego. Dziurawą Czubą nazwał szczyt natomiast Władysław Cywiński, autor najbardziej szczegółowego przewodnika obejmującego Szpiglasową Grań. Wszystkie te nazwy pochodzą od jaskini – Studni w Dziurawej Czubie, przez którą prowadzi jedna z dróg wspinaczkowych.

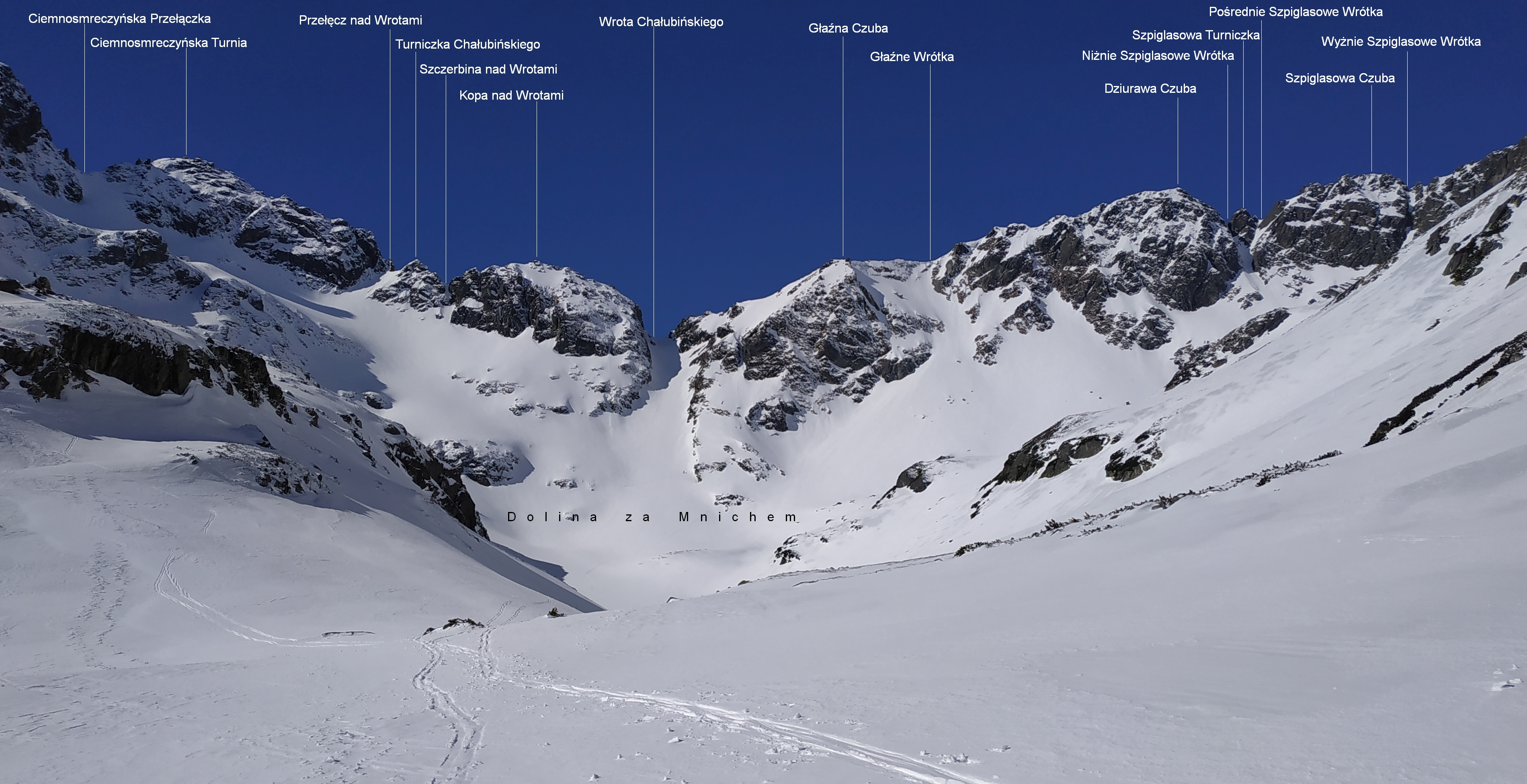
Widok z północnego wschodu

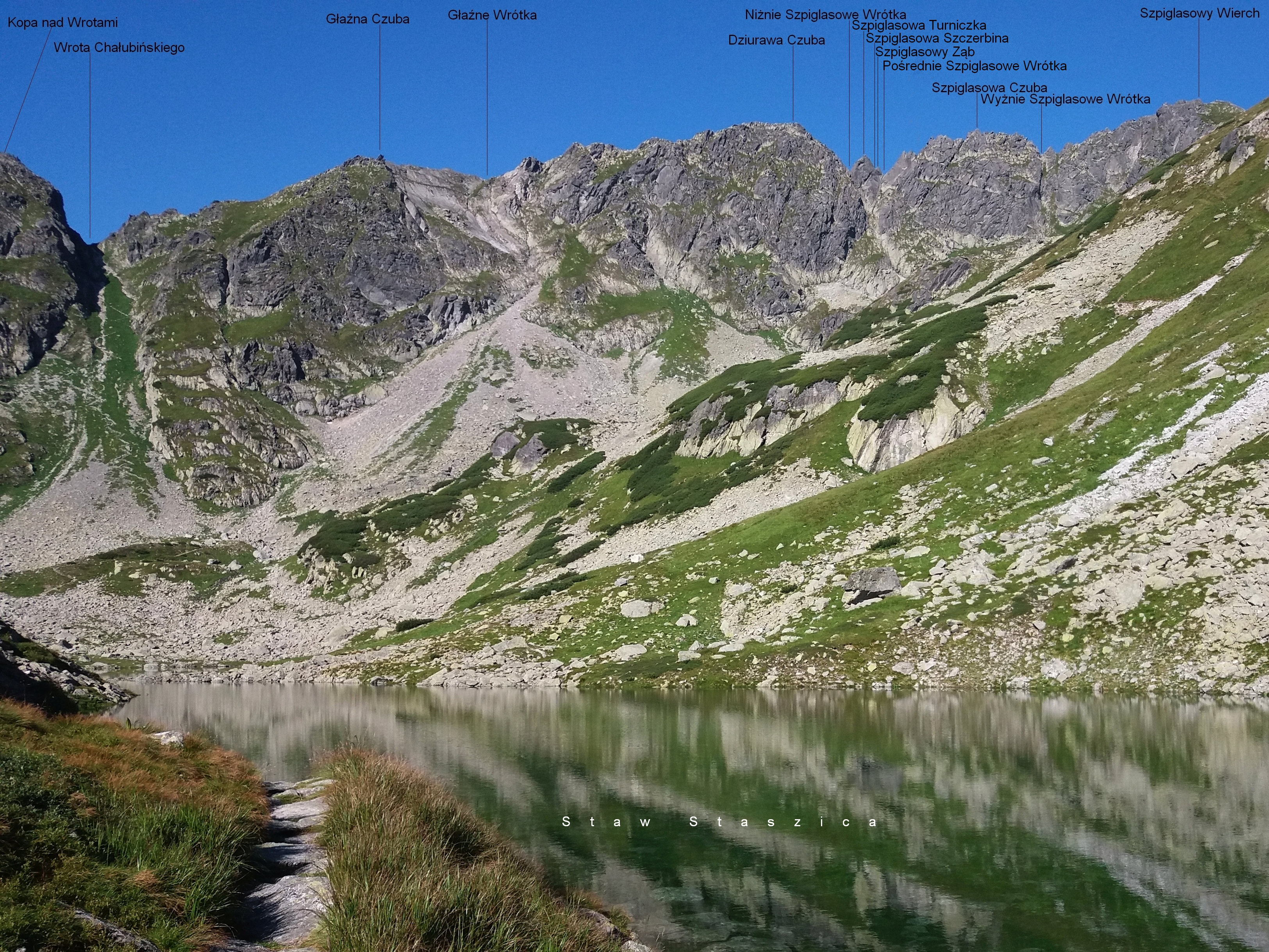
Widok z Doliny za Mnichem

Pierwszy na Dziurawej Czubie stanął Zygmunt Klemensiewicz 20 sierpnia 1905 roku. Pierwszego zimowego wejścia dokonali natomiast Stanisław Leszczycki i Władysław Midowicz 17 kwietnia 1929.
Na szczyt nie prowadzi żaden szlak turystyczny, nie jest on również udostępniony dla wspinaczki.